# K'akhaber K'aladze
K'akhaber K'aladze, detto K'akha e spesso traslitterato Kakhaber o Kakha Kaladze (in georgiano კახაბერ კალაძე?; Samtredia, 27 febbraio 1978), è un politico ed ex calciatore georgiano, di ruolo difensore.
Dall'ottobre 2012 al luglio 2017 è stato Ministro dell'Energia e delle Risorse Naturali e secondo vicepremier del governo Ivanishvili e dall'ottobre dello stesso anno sindaco della capitale Tbilisi.
È stato il primo giocatore dell'ex-Unione Sovietica, insieme ad Andrij Ševčenko, a vincere la Champions League (nel 2003) e l'unico ad averne vinte due (2003 e 2007), entrambe con la maglia del Milan.

## Biografia
Kaladze è stato socio del ristorante "Giannino" di Milano fino al 2009 con una quota del 15% e ne possiede un altro a Kiev. Inoltre ha anche due alberghi, uno a Kiev e l'altro sul Mar Nero, mentre nel 2008 ha fondato la "Kala Capital", una holding finanziaria con lo scopo di attrarre capitali esteri in Georgia.

### Controversie
Deferito per i fatti di Genoa-Siena 1-4 del campionato di Serie A 2011-2012 (pressioni da parte dei tifosi allo stadio con i giocatori che si dovettero togliere la maglia), il 6 ottobre 2012 la Procura federale ha chiesto 30.000 euro di multa per Kaladze e altri suoi 14 compagni di squadra, ma il procedimento è terminato con un non luogo a procedere nei suoi confronti il successivo 9 ottobre.
Il 28 maggio 2012 viene iscritto nel registro degli indagati dalla procura di Cremona: avrebbe partecipato alla combine di Lazio-Genoa 4-2 del maggio 2011 per la quale sono stati arrestati Omar Milanetto e Stefano Mauri e indagati Giuseppe Sculli e Domenico Criscito. Il 30 novembre seguente la procura di Cremona ha chiesto una proroga di sei mesi per lui e altri 32 degli indagati per il calcioscommesse iscritti nel registro nel maggio 2012. Il 9 febbraio 2015 la procura di Cremona termina le indagini e per Sculli, Criscito e Kaladze viene chiesta l'archiviazione.

## Caratteristiche tecniche
Difensore dotato di potenza e resistenza fisica, bravo nella copertura e nella marcatura a uomo, poteva ricoprire sia il suo ruolo naturale di centrale che quello di terzino sinistro.

## Carriera sportiva

### Club

#### Dinamo Tblisi
Kaladze esordisce nel campionato georgiano con la maglia della Dinamo Tblisi, il più importante club del paese, a 16 anni, nella stagione 1993-1994. In una delle 9 partite disputate in quella stagione riesce anche ad andare a segno.
L'anno successivo diviene titolare al centro della difesa e veste la maglia del club della capitale georgiana fino al gennaio del 1998 quando passa alla Dinamo Kiev chiudendo la sua esperienza in patria con quattro titoli nazionali all'attivo.

#### Dinamo Kiev
Nella Dinamo Kiev Kaladze trova come allenatore il "colonnello" Valerij Lobanovs'kyj e diviene amico della stella della squadra, il giovane attaccante Andriy Shevchenko. Con la compagine ucraina vince tre campionati consecutivi e nel 1999, arriva in semifinale di Champions League, battuto dal Bayern Monaco. Nel frattempo Kaladze è sempre più un punto fermo della nazionale georgiana e, segnalato al Milan da Sheva, nel gennaio del 2001, poco prima di compiere 23 anni, approda in rossonero.

#### Milan

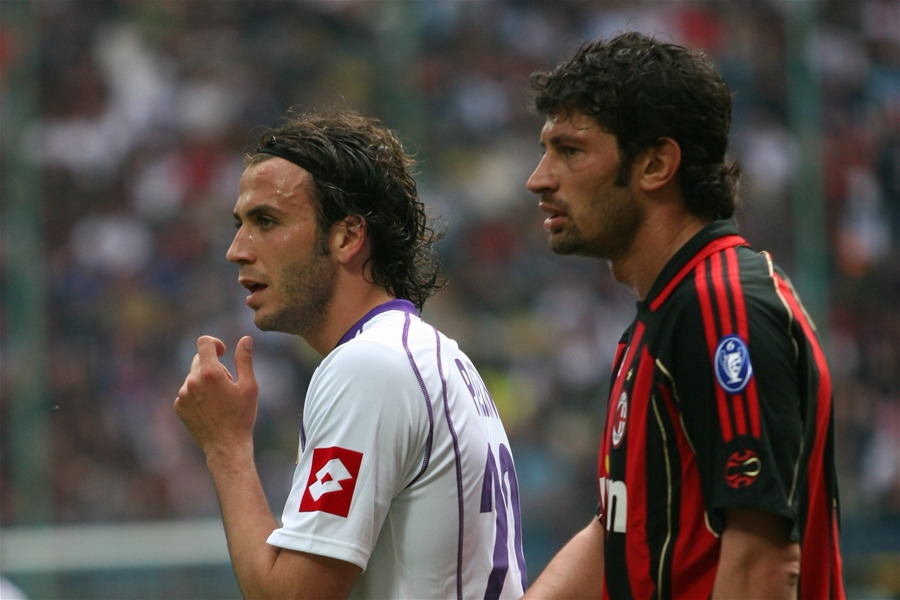
Kakhaber Kaladze (a destra) e Giampaolo Pazzini durante la partita di campionato Milan-Fiorentina (0-0) del 6 maggio 2007.

Il giovane Kaladze diventa subito un punto fermo della squadra rossonera e, sotto la guida di Alberto Zaccheroni prima e di Cesare Maldini poi, disputa un ottimo girone di ritorno, realizzando anche 3 reti. Nel maggio 2001, però, un dramma familiare lo segna e lo colpisce profondamente: dalla Georgia si viene a sapere che suo fratello Levan, di cui non si hanno più notizie, è stato rapito con la richiesta di 600 000 dollari per il suo rilascio. Kakhaber vivrà per anni nell'angoscia fino a perdere le speranze nel febbraio del 2006, quando il Ministro degli Interni georgiano annuncerà che tra i corpi senza vita ritrovati nel maggio precedente era presente anche quello di Levan.
Nel novembre 2001 il Milan passa sotto la guida di Carlo Ancelotti e per il club rossonero inizia un nuovo ciclo vincente, di cui Kaladze è tra i protagonisti. È infatti il terzino sinistro titolare della squadra che raggiungerà la finale della UEFA Champions League 2002-2003 contro la Juventus e batterà i bianconeri ai tiri di rigore all'Old Trafford di Manchester, vincendo il prestigioso trofeo per la sesta volta nella storia del club rossonero. Kaladze vince anche la Coppa Italia 2002-2003 e la Supercoppa europea 2003. Ha, invece, un ruolo marginale nella squadra che nel 2003-2004 si aggiudica lo scudetto, anche a causa di una serie di guai fisici.
Dopo essere stato sul punto di lasciare il Milan, quasi convinto da Roman Abramovič ad approdare al Chelsea, Kaladze torna, nella stagione 2005-2006, a ricoprire un ruolo importante nella squadra grazie alla nuova posizione di centrale di difesa che Ancelotti gli affida per sopperire all'assenza dell'infortunato Paolo Maldini. La sua annata è contrassegnata anche da un gol segnato all'Inter, che vale al Milan il successo nel derby di ritorno di campionato.
Nelle due stagioni successive Kaladze viene usato come centrale di difesa, come già avveniva nella nazionale georgiana, ruolo che ricopre con buone prestazioni, vincendo la UEFA Champions League 2006-2007, in coppia con Alessandro Nesta. Dal 2008 viene utilizzato sempre meno, anche a causa di ripetuti infortuni.

#### Genoa
Il 31 agosto 2010 viene ufficializzato il suo passaggio a titolo definitivo al Genoa, con cui il difensore sottoscrive un contratto biennale. per un ingaggio di 1,2 milioni di euro a stagione.
Esordisce in maglia rossoblu il 12 settembre 2010 contro il Chievo e il 30 gennaio 2011 segna il suo primo gol per il Genoa realizzando la rete del definitivo 3-1 contro il Parma. Nella prima stagione in Liguria totalizza 27 presenze e un gol.
Il 4 marzo 2011 prolunga il contratto con il Genoa fino al 2013. Nella prima gara della stagione 2011-2012, il 20 agosto 2011 contro la Nocerina nel terzo turno di Coppa Italia, segna la rete del definitivo 4-3 che permette al Genoa di qualificarsi al turno successivo.
Il 12 maggio 2012 annuncia l'intenzione di ritirarsi dallo sport per iniziare la carriera politica in Georgia e il giorno seguente ha giocato la sua ultima partita casalinga contro il Palermo finita 2-0, risultato che ha permesso la permanenza in massima serie del Genoa.
Il 31 maggio 2013 Kaladze ha disputato una partita di addio al calcio cui hanno preso parte gli "Amici di Kaladze" e il Milan Glorie. L'incasso della partita è stato devoluto in beneficenza per i progetti di Fondazione Milan.

### Nazionale
Dopo aver militato nell'Under-17 e nell'Under-19, ha collezionato 3 presenze nella nazionale Under-21 georgiana tra il 1995 e il 1996. Ha esordito in nazionale maggiore all'età di 18 anni, il 27 marzo 1996, in amichevole a Limassol contro Cipro e ha segnato il primo (e unico) gol con la maglia della Georgia il 6 febbraio 2007 in una gara amichevole contro la Lettonia.

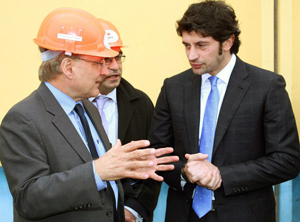
Kakha Kaladze, come Ministro dell'Energia, in un incontro con l'ambasciatore statunitense Richard Norland nel novembre 2012

Il 5 settembre 2009, durante la gara di qualificazione al campionato mondiale del 2010 tra Georgia e Italia, ha segnato 2 autoreti che hanno decretato il successo per 2-0 degli azzurri.
Si è ritirato dalla nazionale nel 2011, dopo aver disputato 83 partite, di cui 50 come capitano.

## Carriera politica
Dopo il ritiro dal calcio Kaladze è tornato in Georgia e ha intrapreso la carriera politica, aderendo al partito Sogno Georgiano, fondato dal miliardario georgiano Bidzina Ivanishvili per la sfida contro il presidente Mikheil Saak'ashvili nelle elezioni politiche del 2012 e in quelle presidenziali del 2013.
Dopo la vittoria delle elezioni politiche del 2012 è eletto deputato ed è stato nominato Ministro dell'Energia e delle Risorse Naturali, incarico che è stato confermato il 25 ottobre 2012 quando il governo Ivanishvili ha ottenuto la fiducia dal parlamento georgiano. Inoltre è stato nominato anche secondo vicepremier prima dopo Irakli Alasania e poi, nel febbraio 2013, dopo Giorgi Margvelashvili.
Il 12 luglio 2017 si dimette per candidarsi alla carica di sindaco di Tbilisi, venendo eletto alle consultazioni del 22 ottobre con il 51%. A fine settembre, per sostenere la ricostruzione della foresta di Borjomi, nella capitale organizza una partita benefica alla quale partecipano ex giocatori come Francesco Totti, Paolo Maldini, Zvonimir Boban, Carles Puyol, Andrij Ševčenko, Javier Zanetti, Rivaldo, Demetrio Albertini, Christian Abbiati, Massimo Oddo, Alessandro Costacurta, Dino Baggio, Hernán Crespo e Luca Toni.

## Statistiche

### Presenze e reti nei club
Statistiche aggiornate al 13 maggio 2012.
| Stagione              | Squadra               | Campionato            | Campionato | Campionato | Coppe nazionali | Coppe nazionali | Coppe nazionali | Coppe continentali | Coppe continentali | Coppe continentali | Altre coppe | Altre coppe | Altre coppe | Totale | Totale |
| Stagione              | Squadra               | Comp                  | Pres       | Reti       | Comp            | Pres            | Reti            | Comp               | Pres               | Reti               | Comp        | Pres        | Reti        | Pres   | Reti   |
| --------------------- | --------------------- | --------------------- | ---------- | ---------- | --------------- | --------------- | --------------- | ------------------ | ------------------ | ------------------ | ----------- | ----------- | ----------- | ------ | ------ |
| 1993-1994             | Dinamo Tbilisi        | UL                    | 9          | 1          | CG              | ?               | ?               | UCL                | 0                  | 0                  | -           | -           | -           | 9+     | 1+     |
| 1994-1995             | Dinamo Tbilisi        | UL                    | 23         | 0          | CG              | ?               | ?               | CU                 | 0                  | 0                  | CSI         | 2           | 0           | 25+    | 0+     |
| 1995-1996             | Dinamo Tbilisi        | UL                    | 23         | 0          | CG              | ?               | ?               | CU                 | 1                  | 0                  | CSI         | 2           | 0           | 25+    | 0+     |
| 1996-1997             | Dinamo Tbilisi        | UL                    | 12         | 0          | CG              | ?               | ?               | CU                 | 4                  | 0                  | CSI         | 4           | 2           | 20+    | 3+     |
| 1997-gen. 1998        | Dinamo Tbilisi        | UL                    | 15         | 0          | CG              | ?               | ?               | UCL+CU             | 3+4                | 0                  | -           | -           | -           | 18+    | 0+     |
| Totale Dinamo Tbilisi | Totale Dinamo Tbilisi | Totale Dinamo Tbilisi | 82         | 1          |                 | ?               | ?               |                    | 12                 | 0                  |             | 8           | 2           | 102+   | 3+     |
| gen.-giu. 1998        | Dinamo Kiev           | VL                    | 13         | 2          | CU              | ?               | ?               | -                  | -                  | -                  | CSI         | 6           | 1           | 19+    | 3+     |
| 1998-1999             | Dinamo Kiev           | VL                    | 25         | 3          | CU              | ?               | ?               | UCL                | 12                 | 1                  | CSI         | 2           | 0           | 39+    | 4+     |
| 1999-2000             | Dinamo Kiev           | VL                    | 25         | 1          | CU              | ?               | ?               | UCL                | 14                 | 1                  | -           | -           | -           | 39+    | 2+     |
| 2000-gen. 2001        | Dinamo Kiev           | VL                    | 0          | 0          | CU              | ?               | ?               | UCL                | 7                  | 1                  | CSI         | 2           | 0           | 9+     | 1+     |
| Totale Dinamo Kiev    | Totale Dinamo Kiev    | Totale Dinamo Kiev    | 63         | 6          |                 | ?               | ?               |                    | 33                 | 3                  |             | 10          | 1           | 106+   | 10+    |
| gen.-giu. 2001        | Milan                 | A                     | 17         | 3          | CI              | 1               | 0               | -                  | -                  | -                  | -           | -           | -           | 18     | 3      |
| 2001-2002             | Milan                 | A                     | 30         | 4          | CI              | 5               | 0               | CU                 | 11                 | 0                  | -           | -           | -           | 46     | 4      |
| 2002-2003             | Milan                 | A                     | 27         | 0          | CI              | 4               | 1               | UCL                | 15                 | 0                  | -           | -           | -           | 46     | 1      |
| 2003-2004             | Milan                 | A                     | 6          | 0          | CI              | 3               | 0               | UCL                | 1                  | 0                  | SI+SU+Cint  | 1+0+0       | 0           | 11     | 0      |
| 2004-2005             | Milan                 | A                     | 19         | 2          | CI              | 2               | 0               | UCL                | 5                  | 0                  | SI          | 0           | 0           | 26     | 2      |
| 2005-2006             | Milan                 | A                     | 28         | 2          | CI              | 4               | 0               | UCL                | 11                 | 0                  | -           | -           | -           | 43     | 2      |
| 2006-2007             | Milan                 | A                     | 18         | 1          | CI              | 1               | 0               | UCL                | 7                  | 0                  | -           | -           | -           | 26     | 1      |
| 2007-2008             | Milan                 | A                     | 32         | 0          | CI              | 0               | 0               | UCL                | 7                  | 0                  | SU+Cmc      | 1+2         | 0           | 42     | 0      |
| 2008-2009             | Milan                 | A                     | 11         | 0          | CI              | 1               | 0               | CU                 | 4                  | 0                  | -           | -           | -           | 16     | 0      |
| 2009-2010             | Milan                 | A                     | 6          | 0          | CI              | 2               | 0               | UCL                | 2                  | 0                  | -           | -           | -           | 10     | 0      |
| Totale Milan          | Totale Milan          | Totale Milan          | 194        | 12         |                 | 23              | 1               |                    | 63                 | 0                  |             | 4           | 0           | 284    | 13     |
| 2010-2011             | Genoa                 | A                     | 26         | 1          | CI              | 1               | 0               | -                  | -                  | -                  | -           | -           | -           | 27     | 1      |
| 2011-2012             | Genoa                 | A                     | 27         | 0          | CI              | 2               | 1               | -                  | -                  | -                  | -           | -           | -           | 29     | 1      |
| Totale Genoa          | Totale Genoa          | Totale Genoa          | 53         | 1          |                 | 3               | 1               |                    | -                  | -                  |             | -           | -           | 56     | 2      |
| Totale carriera       | Totale carriera       | Totale carriera       | 392        | 20         |                 | 26+             | 2+              |                    | 108                | 3                  |             | 22          | 3           | 548+   | 28+    |

### Cronologia presenze e reti in nazionale
| Cronologia completa delle presenze e delle reti in nazionale ― Georgia | Cronologia completa delle presenze e delle reti in nazionale ― Georgia | Cronologia completa delle presenze e delle reti in nazionale ― Georgia | Cronologia completa delle presenze e delle reti in nazionale ― Georgia | Cronologia completa delle presenze e delle reti in nazionale ― Georgia | Cronologia completa delle presenze e delle reti in nazionale ― Georgia | Cronologia completa delle presenze e delle reti in nazionale ― Georgia | Cronologia completa delle presenze e delle reti in nazionale ― Georgia |
| Data                                                                   | Città                                                                  | In casa                                                                | Risultato                                                              | Ospiti                                                                 | Competizione                                                           | Reti                                                                   | Note                                                                   |
| ---------------------------------------------------------------------- | ---------------------------------------------------------------------- | ---------------------------------------------------------------------- | ---------------------------------------------------------------------- | ---------------------------------------------------------------------- | ---------------------------------------------------------------------- | ---------------------------------------------------------------------- | ---------------------------------------------------------------------- |
| 27-3-1996                                                              | Limassol                                                               | Cipro                                                                  | 0 – 2                                                                  | Georgia                                                                | Amichevole                                                             | -                                                                      |                                                                        |
| 5-12-1996                                                              | Beirut                                                                 | Libano                                                                 | 4 – 2                                                                  | Georgia                                                                | Amichevole                                                             | -                                                                      |                                                                        |
| 8-12-1996                                                              | Beirut                                                                 | Libano                                                                 | 3 – 2                                                                  | Georgia                                                                | Amichevole                                                             | -                                                                      |                                                                        |
| 14-6-1997                                                              | Katowice                                                               | Polonia                                                                | 4 – 1                                                                  | Georgia                                                                | Qual. Mondiali 1998                                                    | -                                                                      |                                                                        |
| 10-9-1997                                                              | Tbilisi                                                                | Georgia                                                                | 0 – 0                                                                  | Italia                                                                 | Qual. Mondiali 1998                                                    | -                                                                      |                                                                        |
| 24-9-1997                                                              | Chișinău                                                               | Moldavia                                                               | 0 – 1                                                                  | Georgia                                                                | Qual. Mondiali 1998                                                    | -                                                                      |                                                                        |
| 6-2-1998                                                               | Ta' Qali                                                               | Lettonia                                                               | 1 – 2                                                                  | Georgia                                                                | Amichevole                                                             | -                                                                      | (Torneo di Malta)                                                      |
| 8-2-1998                                                               | Ta' Qali                                                               | Albania                                                                | 0 – 3                                                                  | Georgia                                                                | Amichevole                                                             | -                                                                      | (Torneo di Malta)                                                      |
| 10-2-1998                                                              | Ta' Qali                                                               | Malta                                                                  | 1 – 3                                                                  | Georgia                                                                | Amichevole                                                             | -                                                                      | (Torneo di Malta)                                                      |
| 2-5-1998                                                               | Susa                                                                   | Tunisia                                                                | 1 – 1                                                                  | Georgia                                                                | Amichevole                                                             | -                                                                      |                                                                        |
| 19-8-1998                                                              | Kiev                                                                   | Ucraina                                                                | 4 – 0                                                                  | Georgia                                                                | Amichevole                                                             | -                                                                      |                                                                        |
| 5-9-1998                                                               | Tbilisi                                                                | Georgia                                                                | 1 – 0                                                                  | Albania                                                                | Qual. Euro 2000                                                        | -                                                                      |                                                                        |
| 10-10-1998                                                             | Riga                                                                   | Lettonia                                                               | 1 – 0                                                                  | Georgia                                                                | Qual. Euro 2000                                                        | -                                                                      |                                                                        |
| 14-10-1998                                                             | Atene                                                                  | Grecia                                                                 | 3 – 0                                                                  | Georgia                                                                | Qual. Euro 2000                                                        | -                                                                      |                                                                        |
| 20-3-1999                                                              | Tbilisi                                                                | Georgia                                                                | 0 – 1                                                                  | Ucraina                                                                | Amichevole                                                             | -                                                                      |                                                                        |
| 27-3-1999                                                              | Tbilisi                                                                | Georgia                                                                | 1 – 1                                                                  | Slovenia                                                               | Qual. Euro 2000                                                        | -                                                                      |                                                                        |
| 28-4-1999                                                              | Tbilisi                                                                | Georgia                                                                | 1 – 4                                                                  | Norvegia                                                               | Qual. Euro 2000                                                        | -                                                                      |                                                                        |
| 20-5-1999                                                              | Oslo                                                                   | Norvegia                                                               | 1 – 0                                                                  | Georgia                                                                | Qual. Euro 2000                                                        | -                                                                      |                                                                        |
| 4-9-1999                                                               | Lubiana                                                                | Slovenia                                                               | 2 – 1                                                                  | Georgia                                                                | Qual. Euro 2000                                                        | -                                                                      | cap.                                                                   |
| 8-9-1999                                                               | Tbilisi                                                                | Georgia                                                                | 2 – 2                                                                  | Lettonia                                                               | Qual. Euro 2000                                                        | -                                                                      |                                                                        |
| 9-10-1999                                                              | Tirana                                                                 | Albania                                                                | 2 – 1                                                                  | Georgia                                                                | Qual. Euro 2000                                                        | -                                                                      |                                                                        |
| 29-3-2000                                                              | Ascalona                                                               | Israele                                                                | 1 – 1                                                                  | Georgia                                                                | Amichevole                                                             | -                                                                      |                                                                        |
| 7-10-2000                                                              | Kaunas                                                                 | Lituania                                                               | 0 – 4                                                                  | Georgia                                                                | Qual. Mondiali 2002                                                    | -                                                                      |                                                                        |
| 11-10-2000                                                             | Ancona                                                                 | Italia                                                                 | 2 – 0                                                                  | Georgia                                                                | Qual. Mondiali 2002                                                    | -                                                                      |                                                                        |
| 14-2-2001                                                              | Tbilisi                                                                | Georgia                                                                | 0 – 0                                                                  | Ucraina                                                                | Amichevole                                                             | -                                                                      |                                                                        |
| 28-3-2001                                                              | Tbilisi                                                                | Georgia                                                                | 0 – 2                                                                  | Romania                                                                | Qual. Mondiali 2002                                                    | -                                                                      |                                                                        |
| 2-6-2001                                                               | Tbilisi                                                                | Georgia                                                                | 1 – 2                                                                  | Italia                                                                 | Qual. Mondiali 2002                                                    | -                                                                      |                                                                        |
| 6-6-2001                                                               | Budapest                                                               | Ungheria                                                               | 4 – 1                                                                  | Georgia                                                                | Qual. Mondiali 2002                                                    | -                                                                      |                                                                        |
| 1-9-2001                                                               | Tbilisi                                                                | Georgia                                                                | 3 – 1                                                                  | Ungheria                                                               | Qual. Mondiali 2002                                                    | -                                                                      |                                                                        |
| 5-9-2001                                                               | Tbilisi                                                                | Georgia                                                                | 2 – 0                                                                  | Lituania                                                               | Qual. Mondiali 2002                                                    | -                                                                      |                                                                        |
| 6-10-2001                                                              | Bucarest                                                               | Romania                                                                | 1 – 1                                                                  | Georgia                                                                | Qual. Mondiali 2002                                                    | -                                                                      |                                                                        |
| 21-8-2002                                                              | Trebisonda                                                             | Turchia                                                                | 3 – 0                                                                  | Georgia                                                                | Amichevole                                                             | -                                                                      |                                                                        |
| 8-9-2002                                                               | Basilea                                                                | Svizzera                                                               | 4 – 1                                                                  | Georgia                                                                | Qual. Euro 2004                                                        | -                                                                      |                                                                        |
| 30-4-2003                                                              | Tbilisi                                                                | Georgia                                                                | 1 – 0                                                                  | Russia                                                                 | Qual. Euro 2004                                                        | -                                                                      |                                                                        |
| 11-6-2003                                                              | Dublino                                                                | Irlanda                                                                | 2 – 0                                                                  | Georgia                                                                | Qual. Euro 2004                                                        | -                                                                      | cap.                                                                   |
| 27-5-2004                                                              | Tbilisi                                                                | Georgia                                                                | 0 – 1                                                                  | Israele                                                                | Amichevole                                                             | -                                                                      | cap.                                                                   |
| 18-8-2004                                                              | Chișinău                                                               | Moldavia                                                               | 1 – 0                                                                  | Georgia                                                                | Amichevole                                                             | -                                                                      | cap.                                                                   |
| 4-9-2004                                                               | Trebisonda                                                             | Turchia                                                                | 1 – 1                                                                  | Georgia                                                                | Qual. Mondiali 2006                                                    | -                                                                      | cap.                                                                   |
| 8-9-2004                                                               | Tbilisi                                                                | Georgia                                                                | 2 – 0                                                                  | Albania                                                                | Qual. Mondiali 2006                                                    | -                                                                      | cap.                                                                   |
| 17-11-2004                                                             | Tbilisi                                                                | Georgia                                                                | 2 – 2                                                                  | Danimarca                                                              | Qual. Mondiali 2006                                                    | -                                                                      | cap.                                                                   |
| 26-3-2005                                                              | Tbilisi                                                                | Georgia                                                                | 1 – 3                                                                  | Grecia                                                                 | Qual. Mondiali 2006                                                    | -                                                                      | cap.                                                                   |
| 30-3-2005                                                              | Tbilisi                                                                | Georgia                                                                | 2 – 5                                                                  | Turchia                                                                | Qual. Mondiali 2006                                                    | -                                                                      | cap.                                                                   |
| 4-6-2005                                                               | Tirana                                                                 | Albania                                                                | 3 – 2                                                                  | Georgia                                                                | Qual. Mondiali 2006                                                    | -                                                                      | cap.                                                                   |
| 17-8-2005                                                              | Almaty                                                                 | Kazakistan                                                             | 1 – 2                                                                  | Georgia                                                                | Qual. Mondiali 2006                                                    | -                                                                      | cap.                                                                   |
| 2-9-2005                                                               | Tbilisi                                                                | Georgia                                                                | 1 – 1                                                                  | Ucraina                                                                | Qual. Mondiali 2006                                                    | -                                                                      | cap.                                                                   |
| 7-9-2005                                                               | Copenaghen                                                             | Danimarca                                                              | 6 – 1                                                                  | Georgia                                                                | Qual. Mondiali 2006                                                    | -                                                                      | cap.                                                                   |
| 8-10-2005                                                              | Tbilisi                                                                | Georgia                                                                | 0 – 0                                                                  | Kazakistan                                                             | Qual. Mondiali 2006                                                    | -                                                                      | cap.                                                                   |
| 12-10-2005                                                             | Atene                                                                  | Grecia                                                                 | 1 – 0                                                                  | Georgia                                                                | Qual. Mondiali 2006                                                    | -                                                                      | cap.                                                                   |
| 12-11-2005                                                             | Sofia                                                                  | Bulgaria                                                               | 6 – 2                                                                  | Georgia                                                                | Amichevole                                                             | -                                                                      | cap.                                                                   |
| 16-11-2005                                                             | Tbilisi                                                                | Georgia                                                                | 3 – 2                                                                  | Giordania                                                              | Amichevole                                                             | -                                                                      | cap.                                                                   |
| 27-5-2006                                                              | Altenkirchen                                                           | Nuova Zelanda                                                          | 3 – 1                                                                  | Georgia                                                                | Amichevole                                                             | -                                                                      | cap.                                                                   |
| 31-5-2006                                                              | Dornbirn                                                               | Paraguay                                                               | 1 – 0                                                                  | Georgia                                                                | Amichevole                                                             | -                                                                      | cap.                                                                   |
| 7-10-2006                                                              | Rostock                                                                | Germania                                                               | 2 – 0                                                                  | Georgia                                                                | Amichevole                                                             | -                                                                      | cap.                                                                   |
| 11-10-2006                                                             | Tbilisi                                                                | Georgia                                                                | 1 – 3                                                                  | Italia                                                                 | Qual. Euro 2008                                                        | -                                                                      | cap.                                                                   |
| 2-6-2007                                                               | Kaunas                                                                 | Lituania                                                               | 1 – 0                                                                  | Georgia                                                                | Qual. Euro 2008                                                        | -                                                                      | cap.                                                                   |
| 6-6-2007                                                               | Auxerre                                                                | Francia                                                                | 1 – 0                                                                  | Georgia                                                                | Qual. Euro 2008                                                        | -                                                                      | cap.                                                                   |
| 22-8-2007                                                              | Lussemburgo                                                            | Lussemburgo                                                            | 0 – 0                                                                  | Georgia                                                                | Amichevole                                                             | -                                                                      | cap.                                                                   |
| 8-9-2007                                                               | Tbilisi                                                                | Georgia                                                                | 1 – 1                                                                  | Ucraina                                                                | Qual. Euro 2008                                                        | -                                                                      | cap.                                                                   |
| 16-11-2007                                                             | Doha                                                                   | Qatar                                                                  | 1 – 2                                                                  | Georgia                                                                | Amichevole                                                             | -                                                                      | cap.                                                                   |
| 21-11-2007                                                             | Tbilisi                                                                | Georgia                                                                | 0 – 2                                                                  | Lituania                                                               | Qual. Euro 2008                                                        | -                                                                      | cap.                                                                   |
| 6-2-2007                                                               | Tbilisi                                                                | Georgia                                                                | 1 – 3                                                                  | Lettonia                                                               | Amichevole                                                             | 1                                                                      | cap.                                                                   |
| 26-3-2008                                                              | Belfast                                                                | Irlanda del Nord                                                       | 4 – 1                                                                  | Georgia                                                                | Amichevole                                                             | -                                                                      | cap.                                                                   |
| 6-9-2008                                                               | Magonza                                                                | Georgia                                                                | 1 – 2                                                                  | Irlanda                                                                | Qual. Mondiali 2010                                                    | -                                                                      | cap.                                                                   |
| 10-9-2008                                                              | Udine                                                                  | Italia                                                                 | 2 – 0                                                                  | Georgia                                                                | Qual. Mondiali 2010                                                    | -                                                                      | cap.                                                                   |
| 11-2-2009                                                              | Dublino                                                                | Irlanda                                                                | 2 – 1                                                                  | Georgia                                                                | Qual. Mondiali 2010                                                    | -                                                                      | cap.                                                                   |
| 5-9-2009                                                               | Tbilisi                                                                | Georgia                                                                | 0 – 2                                                                  | Italia                                                                 | Qual. Mondiali 2010                                                    | -                                                                      | cap.                                                                   |
| 10-10-2009                                                             | Podgorica                                                              | Montenegro                                                             | 2 – 1                                                                  | Georgia                                                                | Qual. Mondiali 2010                                                    | -                                                                      | cap.                                                                   |
| 14-10-2009                                                             | Sofia                                                                  | Bulgaria                                                               | 6 – 2                                                                  | Georgia                                                                | Qual. Mondiali 2010                                                    | -                                                                      | cap.                                                                   |
| 3-3-2010                                                               | Tbilisi                                                                | Georgia                                                                | 2 – 1                                                                  | Estonia                                                                | Amichevole                                                             | -                                                                      | cap.                                                                   |
| 11-8-2010                                                              | Chișinău                                                               | Moldavia                                                               | 0 – 0                                                                  | Georgia                                                                | Amichevole                                                             | -                                                                      | cap.                                                                   |
| 3-9-2010                                                               | Il Pireo                                                               | Grecia                                                                 | 1 – 1                                                                  | Georgia                                                                | Qual. Euro 2012                                                        | -                                                                      | cap.                                                                   |
| 7-9-2010                                                               | Tbilisi                                                                | Georgia                                                                | 0 – 0                                                                  | Israele                                                                | Qual. Euro 2012                                                        | -                                                                      | cap.                                                                   |
| 8-10-2010                                                              | Tbilisi                                                                | Georgia                                                                | 1 – 0                                                                  | Malta                                                                  | Qual. Euro 2012                                                        | -                                                                      | cap.                                                                   |
| 12-10-2010                                                             | Riga                                                                   | Lettonia                                                               | 1 – 1                                                                  | Georgia                                                                | Qual. Euro 2012                                                        | -                                                                      | cap.                                                                   |
| 17-11-2010                                                             | Capodistria                                                            | Slovenia                                                               | 1 – 2                                                                  | Georgia                                                                | Amichevole                                                             | -                                                                      | cap.                                                                   |
| 9-2-2011                                                               | Limassol                                                               | Armenia                                                                | 1 – 2                                                                  | Georgia                                                                | Amichevole                                                             | -                                                                      | cap.                                                                   |
| 26-3-2011                                                              | Tbilisi                                                                | Georgia                                                                | 1 – 0                                                                  | Croazia                                                                | Qual. Euro 2012                                                        | -                                                                      | cap.                                                                   |
| 29-3-2011                                                              | Tel Aviv                                                               | Israele                                                                | 1 – 0                                                                  | Georgia                                                                | Qual. Euro 2012                                                        | -                                                                      | cap.                                                                   |
| 6-6-2011                                                               | Spalato                                                                | Croazia                                                                | 2 – 1                                                                  | Georgia                                                                | Qual. Euro 2012                                                        | -                                                                      | cap.                                                                   |
| 10-8-2011                                                              | Lubin                                                                  | Polonia                                                                | 1 – 0                                                                  | Georgia                                                                | Amichevole                                                             | -                                                                      | cap.                                                                   |
| 2-9-2011                                                               | Tbilisi                                                                | Georgia                                                                | 0 – 1                                                                  | Lettonia                                                               | Qual. Euro 2012                                                        | -                                                                      | cap.                                                                   |
| 6-9-2011                                                               | Ta' Qali                                                               | Malta                                                                  | 1 – 1                                                                  | Georgia                                                                | Qual. Euro 2012                                                        | -                                                                      | cap.                                                                   |
| 11-10-2011                                                             | Tbilisi                                                                | Georgia                                                                | 1 – 2                                                                  | Grecia                                                                 | Qual. Euro 2012                                                        | -                                                                      | cap.                                                                   |
| Totale                                                                 |                                                                        | Presenze (5º posto)                                                    | 83                                                                     |                                                                        | Reti                                                                   | 1                                                                      |                                                                        |

## Palmarès

### Club

#### Competizioni nazionali
- Campionato georgiano: 4

Dinamo Tbilisi: 1993-1994, 1994-1995, 1995-1996, 1996-1997
- Coppa di Georgia: 4

Dinamo Tbilisi: 1993-1994, 1994-1995, 1995-1996, 1996-1997
- Supercoppa di Georgia: 2

1996, 1997
- Campionato ucraino: 3

Dinamo Kiev: 1997-1998, 1998-1999, 1999-2000
- Coppa d'Ucraina: 3

Dinamo Kiev: 1997-1998, 1998-1999, 1999-2000
- Campionato italiano: 1

Milan: 2003-2004
- Coppa Italia: 1

Milan: 2002-2003
- Supercoppa italiana: 1

Milan: 2004

#### Competizioni internazionali
- Coppa dei Campioni della CSI: 1

Dinamo Kiev: 1998
- UEFA Champions League: 2

Milan: 2002-2003, 2006-2007
- Supercoppa UEFA: 2

Milan: 2003, 2007
- Coppa del mondo per club: 1

Milan: 2007

### Individuale
- Calciatore georgiano dell'anno (Sarbieli): 5

2001, 2002, 2003, 2006, 2011
- Calciatore georgiano dell'anno (PFL): 1

2008